# Concordia (класс круизных судов)
Concordia class (транскрипция Конкордия) — класс круизных судов компании-собственника и оператора «Costa Crociere», являющейся дочерней компанией корпорации Carnival Corporation & plc, построенных с 2006 года по 2012 год на различных верфях Fincantieri в Сестри-Поненте (район Генуи) и Маргера (район Венеции) в Италии.
На 2017 год в эксплуатации находятся 5 судов данного класса, судно «Коста Конкордия» потерпело крушение 13 января 2012 года.

## Пассажирские суда
| Год постройки | Судно             | Оператор              | Тоннаж  | Флаг   | Примечания                   |
| ------------- | ----------------- | --------------------- | ------- | ------ | ---------------------------- |
| 2006          | Costa Concordia † | Costa Crociere        | 114 500 | Италия | Потерпел крушение 13.01.2012 |
| 2007          | Costa Serena      | Costa Cruises         | 114 500 | Италия |                              |
| 2008          | Carnival Splendor | Carnival Cruise Lines | 113 300 | Панама | Splendor-class cruise ship   |
| 2009          | Costa Pacifica    | Costa Cruises         | 114 500 | Италия |                              |
| 2011          | Costa Favolosa    | Costa Cruises         | 114 500 | Италия | улучшенный Concordia-class   |
| 2012          | Costa Fascinosa   | Costa Cruises         | 114 500 | Италия | улучшенный Concordia-class   |